# Kommandantur (Saarlouis)

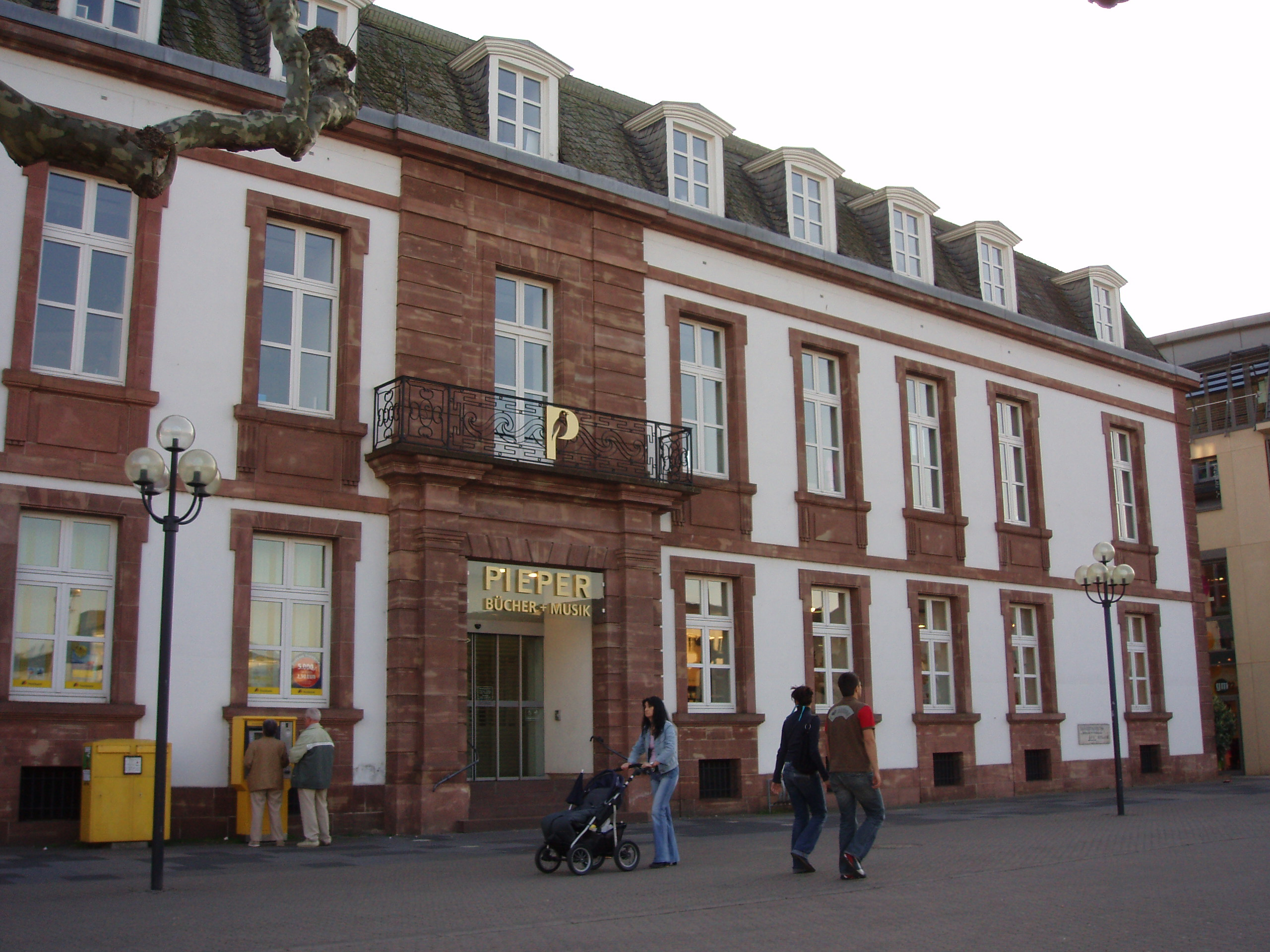
Ansicht 2007

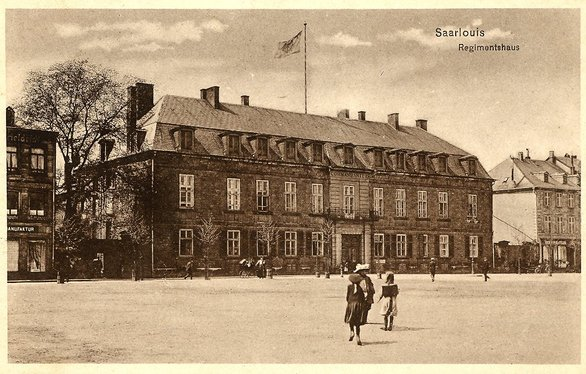
Ansicht 1900

Die Kommandantur am Großen Markt 22 in Saarlouis ist ein Bauwerk im Stil des französischen Funktionsbarocks.
In den Jahren 1680 bis 1683 wurde ein Gouvernementsgebäude nach Entwürfen Vaubans errichtet. Es war zweigeschossig und besaß ein Mansarddach; die Mittelachse wurde durch ein großes Portal mit Balkon betont. Thomas de Choisy nutzte als erster Gouverneur diesen Amtssitz. Unter den Preußen wurde das Bauwerk als Kommandantur, als Stabsgebäude des Regimentes Graf Werder und als Sitz der Heeresverwaltung genutzt. Ab 1927 beherbergte es die Post. 
In den 1960er Jahren wurde der marode Zustand der Bebauung am Großen Markt festgestellt. Während die der Kommandantur gegenüberliegende Ludwigskirche bis auf Turm und Fassade abgerissen und durch einen Betonbau ersetzt wurde, wurde die Kommandantur selbst in den Jahren 1973 bis 1976 abgetragen und nach den Originalplänen neu aufgebaut. Das Bauwerk auf der Südwestseite des zentralen Platzes von Saarlouis wird inzwischen auch als Geschäftshaus genutzt.
Am einstigen Gouvernementsgebäude und der späteren preußischen Kommandantur markiert eine Tafel, wie hoch das Wasser der Saar im Jahr 1784 stand.